# Honório Serpa
Honório Serpa é um município brasileiro do estado do Paraná. Sua população, conforme estimativas do IBGE de 2020, era de 5 119 habitantes.

## História

### Período pré-colonial: primeiros povoamentos humanos no vale do rio Iguaçu
Segundo as pesquisas arqueológicas mais recentes, alguns dos mais antigos vestígios de ocupação humana no Paraná foram encontrados no Baixo Iguaçu. Esses grupos pioneiros teriam alcançado a região por volta de 9.000 anos atrás, provavelmente seguindo o curso de grandes rios como o Paraná e Uruguai. Identificados como caçadores-coletores, tais grupos produziam diversos tipos de ferramentas de pedra, tais como machados, mãos-de-pilão, pontas-de-flecha, raspadores, entre outros, fazendo uso também de matérias-primas orgânicas, como ossos de animais e madeiras.
Embora não existam informações sobre datações obtidas nesses sítios, em Honório Serpa já foram identificados três sítios arqueológicos com grandes quantidades de materiais líticos lascados. Localizados nas proximidades do rio Chopim, os sítios ST-PCH-11, ST-PCH-12 e ST-PCH-13 mostram os testemunhos materiais do processo de ocupação indígena dos vales dos rios de Honório Serpa desde tempos muito antigos.
A cerca de 2.500 anos atrás, outras populações indígenas alcançaram o sudoeste paranaense, trazendo duas grandes inovações tecnológicas: a cerâmica e a agricultura. Mais numerosos, esses grupos trouxeram plantas domesticadas em outras regiões da América do Sul, tais como a mandioca, milho e abóbora, ocupando os morros e vales da região. Ainda que nenhum sítio arqueológico com vestígios cerâmicos indígenas tenha sido identificado no município de Honório Serpa, em municípios vizinhos como Mangueirinha, Clevelândia e Coronel Vivida já foram registrados e escavados diversos assentamentos e aldeias dessas populações, geralmente associadas à Tradição Itararé-Taquara e, em menor quantidade, à Tradição Tupiguarani. Em linhas gerais, a maioria das pesquisas arqueológicas e antropológicas relaciona essas tradições tecnológicas aos povos falantes de idiomas Macro-Jê (tais como os Xokleng e Kaingang) e tupi-guarani.

### Período Colonial
As fontes escritas europeias dos séculos XVI e XVII, período em que a Espanha ocupou o norte e oeste do atual território paranaense, corroboram a presença de uma grande população ameríndia relacionada aos grupos Jê e Tupi-Guarani. Ainda na primeira metade do século XVI, Álvar Núñez Cabeza de Vaca atravessou boa parte desse território, incluindo o extenso vale do rio Iguaçu, descrevendo-o como “apinhado de indígenas da nação Guarani”. Relatos posteriores de lutas entre indígenas encontrados na região e membros das expedições bandeirantes, durante os séculos XVI a XVIII, também confirmam essa interpretação.
A chamada Província do Guayrá, criada pelos espanhóis em fins do século XVI, abarcava grande parte do atual estado do Paraná, tendo o rio Iguaçu como um de seus limites. Assim, todo o território para sul desse rio ainda era ocupado por diversos povos indígenas quando os bandeirantes paulistas começaram a percorrer a região a partir do século XVII. Em suas expedições em busca de mão-de-obra para ser usada como escrava nas fazendas, os bandeirantes capturaram ou mataram grande parte da população, tendo como principal alvo os Guarani. Ainda assim, a região entre os rios Iguaçu e Chopim manteve-se com grandes contingentes populacionais indígenas até fins do século XIX, especialmente Kaingangs e Xoklengs.
A colonização efetiva dos chamados Campos de Palmas só teve início em fins do século XVIII, entretanto, quando diversos tropeiros começaram a utilizar a região como rota de ligação entre as fazendas de gado rio-grandenses e as feiras da Capitania de São Paulo. Conhecido atualmente como Caminho das Missões, essa rota também proporcionou a chegada gradual de colonos interessados em formar fazendas de gado na região. Da mesma forma, expedições militares foram realizadas na área do Baixo Iguaçu ao longo de todo o século XIX, parte do esforço em reconhecer a geografia local de uma área fronteiriça ainda pouco povoada e alvo de disputas diplomáticas com a Argentina, mantendo-a como parte do território brasileiro.

### Fundação
A origem do município de Honório Serpa se deu em função dessa contínua expansão das fazendas sobre os Campos de Palmas, vistos como bastante propícios para a criação de gado bovino. Segundo consta, o próprio território onde hoje se encontra a área urbana de Honório Serpa era originalmente parte de uma fazenda, cujo proprietário posteriormente foi homenageado no nome do município. Migrando do Rio Grande do Sul após o fim da Revolução Federalista, Diógenes e Eufrazina Serpa adquiriram terras em área que então pertencia ao município de Palmas, posteriormente divididas por seu filho (o já citado sr. Honório Serpa) em 1925, sendo nelas fundadas uma vila.
Em 1964, o povoado de Honório Serpa foi elevado à condição de distrito do município de Mangueirinha. Contudo, o crescimento demográfico e econômico do distrito eventualmente motivou sua emancipação, ocorrida em 1990, através da Lei Estadual n° 9.184. Atualmente, o município de Honório Serpa segue tendo a agropecuária como uma de suas principais atividades econômicas.